# Sibley-Curtiss Motor Company
Sibley-Curtiss Motor Company war ein US-amerikanischer Hersteller von Automobilen.

## Unternehmensgeschichte
Eugene Sibley hatte 1911 die Sibley Motor Car Company verlassen. Joseph J. Curtiss verkaufte Fahrzeuge von Cartercar, Hupmobile und Velie in Simsbury in Connecticut. Ende 1911 gründeten sie das Unternehmen im gleichen Ort. Die Produktion von Automobilen begann. Sie wurden als Sibley-Curtiss vermarktet. 1912 endete die Produktion. Insgesamt entstanden zwei Fahrzeuge.

## Fahrzeuge
Die Fahrzeuge hatten einen Vierzylindermotor mit 85,725 mm Bohrung, 95,25 mm Hub und 2199 cm³ Hubraum. Er leistete 25 PS. Das Fahrgestell hatte 267 cm Radstand. Der Aufbau war ein offener Tourenwagen mit Platz für fünf Personen.
Die Käufer waren Arthur Humphrey und Robert Welch.